# Нова Бања (Мехединци)
Нова Бања (рум. Baia Nouă) је насељено место у општини Дубова, жупанија Мехединци у Румунији. Налази се на надморској висини од 491 м на Алмашким планинама.

## Становништво
Према попису из 2002. године у насељу је живело 274 становника.

### Попис2002.
| Етнички састав према попису из 2002. године‍ | Етнички састав према попису из 2002. године‍ | Етнички састав према попису из 2002. године‍ | Етнички састав према попису из 2002. године‍ | Етнички састав према попису из 2002. године‍ |
| ------------------------------------------- | ------------------------------------------- | ------------------------------------------- | ------------------------------------------- | ------------------------------------------- |
|                                             |                                             |                                             |                                             |                                             |
| Чеси                                        | Чеси                                        |                                             | 171                                         | 63,8%                                       |
| Румуни                                      | Румуни                                      |                                             | 86                                          | 32,1%                                       |
| Турци                                       | Турци                                       |                                             | 6                                           | 2,2%                                        |
| Срби                                        | Срби                                        |                                             | 5                                           | 1,9%                                        |